# Gać (gmina w województwie łomżyńskim)
Gać – dawna gmina wiejska istniejąca w latach 1973–1976 w woj. białostockim a następnie w woj. łomżyńskim (dzisiejsze woj. podlaskie). Nazwa gminy pochodzi od wsi Gać, lecz (tymczasową) siedzibą władz gminy były Puchały
Gmina została utworzona 1 stycznia 1973 roku w powiecie zambrowskim w woj. białostockim. W skład gminy weszły sołectwa: Bacze Mokre, Bacze Suche, Czerwony Bór, Gać, Gronostaje, Konopki, Koty, Koziki, Lubostań, Łady Borowe, Łady Polne, Mieczki, Milewo, Modzele-Skudosze, Modzele-Wypychy, Nowe Szeligi, Nowe Wyrzyki, Pęsy-Lipino, Polki-Teklin, Pruszki Wielkie, Puchały, Stare Modzele, Stare Szeligi, Wybrany i Wygoda.1 czerwca 1975 roku gmina znalazła się w nowo utworzonym woj. łomżyńskim. 
2 lipca 1976 roku gmina została zniesiona, a jej tereny włączone do gmin:
- Łomża (obszary sołectw: Bacze Suche, Gać, Koty, Lutostań, Milewo, Modzele-Skudosze, Modzele-Wypychy, Nowe Wyrzyki, Puchały, Stare Modzele i Wygoda),
- Rutki (obszary sołectw: Gronostaje-Puszcza, Mieczki, Pruszki Wielkie i Wybrany),
- Zambrów (obszary sołectw: Bacze, Mokre, Konopki, Koziki, Łady Borowe, Łady Polne, Nowe Szeligi, Pęsy-Lipno, Polki-Teklin, Stare Szeligi oraz kompleks leśny "Czerwony Bór" o powierzeni 9.584 ha).